# Pimenta (botanica)
Pimenta (Lindl., 1821) è un genere di piante appartenente alla famiglia delle Myrtaceae, diffuso in America centrale e meridionale.
Tra le specie qui incluse la più nota è sicuramente Pimenta dioica, comunemente nota come Pimento, dalla quale si ricava la spezia nota come "pepe della Giamaica".

## Tassonomia
All'interno del genere Pimenta sono incluse le seguenti 19 specie:
- Pimenta adenoclada (Urb.) Alain
- Pimenta berciliae T.N.C.Vasconc. & Peguero
- Pimenta cainitoides (Urb.) Burret
- Pimenta dioica (L.) Merr.
- Pimenta ferruginea (Griseb.) Burret
- Pimenta filipes (Urb.) Burret
- Pimenta guatemalensis (Lundell) Lundell
- Pimenta haitiensis (Urb.) Landrum
- Pimenta intermedia (Bisse) Urquiola
- Pimenta jamaicensis (Britton & Harris) Proctor
- Pimenta obscura Proctor
- Pimenta odiolens (Urb.) Burret
- Pimenta oligantha (Urb.) Burret
- Pimenta podocarpoides (Areces) Landrum
- Pimenta pseudocaryophyllus (Gomes) Landrum
- Pimenta racemosa (Mill.) J.W.Moore
- Pimenta richardii Proctor
- Pimenta samanensis (Alain) Peguero
- Pimenta yumana (Alain) T.N.C.Vasconc.